# Giancarlo Santelli
Giancarlo Santelli, pseudonimo di Giovanni Prisciantelli (Santeramo in Colle, 22 luglio 1944 – Monterotondo, 1º dicembre 2020), è stato un attore, artista e artigiano italiano. Nella seconda metà del Novecento ha fornito un importante contributo allo studio e alla tradizione della Commedia dell'Arte e del teatro antico, principalmente attraverso la creazione di maschere e burattini.
Ha realizzato maschere di scena utilizzate da attori e registi, tra cui Eduardo De Filippo, Roberto De Simone, Bernardo Bertolucci, Giorgio Strehler, Dario Fo, Macario, Massimo Troisi, Ettore Scola Massimo Ranieri, Cesare Zavattini, Giovanni Guareschi, Glauco Mauri, Maurizio Scaparro, Franco Zeffirelli, Giorgio Albertazzi, Gigi Proietti, spesso nell'ambito di un fertile sodalizio creativo con l'illustre costumista Odette Nicoletti e con il costumista e scenografo Bruno Garofalo. 
Le sue creazioni, note anche all'estero, sono tuttora utilizzate da numerose scuole e compagnie teatrali, sono state oggetto di mostre ed esposizioni presso numerosi enti culturali, tra cui il Museo Nazionale Arti e Tradizioni Popolari di Roma, il Teatro di San Carlo di Napoli, il Teatro della Pergola di Firenze, il Museo Eroli di Narni e sono esposte in modo permanente presso il Museo delle maschere teatrali e del teatro dei burattini di Mentana. Santelli ha accettato di svolgere attività didattica in diverse occasioni, nell'ambito di percorsi formativi o a margine di eventi culturali.
La dodicesima edizione della Giornata Mondiale della Commedia dell'Arte è stata dedicata alla memoria di Giancarlo Santelli e Franco Leita.

## Biografia
Giancarlo Santelli nacque a Santeramo in Colle nel 1944 in una famiglia di modeste condizioni. Come ha raccontato in un'intervista: "Ci tengo a dirlo: vengo come pastore di pecore. Novemila lire al mese la paga più alta. Mangiare e bere e dormire per terra". Negli anni sessanta del Novecento emigrò a Parma, dove si mantenne con diversi lavori manuali (bracciante, fabbro e falegname). Ricordando quegli anni, ricorderà: "La nostra era una regione agricola, una terra di braccianti. Noi ragazzi andammo via a migliaia, chi nelle regioni del nord, chi all'estero". Nel tempo libero, si avvicina ai circoli artistici della città: "In Emilia-Romagna ho conosciuto molte personalità artistiche: Cesare Zavattini, Giovanni Guareschi, Bernardo Bertolucci, i burattinai Otello Sarzi e Giordano Ferrari". "Come tanti altri nelle mie stesse condizioni sono stato ospite dei Gesuiti, la Casa di Gesù era a Parma, famosissima. Tanti elementi, varie occupazioni, la sera si studiava. Musica, poesia, tante cose." Nel 1964, a Parma, col nome d'arte di Marcello Mussini, prende parte a una serie di recital di poesie. Successivamente, gli giunge la proposta di tentare un percorso di formazione teatrale più impegnativo. A Milano supera "brillantemente" l'esame di ammissione al corso di arte drammatica dell'Accademia dei Filodrammatici diretta da Esperia Sperani, diplomandosi nel 1968 come attore. "La scuola era qualcosa in più rispetto ai lavori che continuavo a fare", precisa in un'intervista. L'apprendistato come artigiano si rivelerà decisivo nella riuscita delle attività successive.
Al termine degli anni Settanta si trasferisce a Roma. Una svolta che coincide con il graduale abbandono della carriera di attore a favore del percorso di realizzatore di maschere, sceneggiatore, scultore, burattinaio. "... Non m’interessava più recitare perché entravano i nuovi attori, nuove scuole. I nostri spazi prosciugati." Prende il sopravvento un percorso creativo alternativo, incoraggiato dallo stesso Eduardo De Filippo.
Dalla scena al laboratorio, dalla prosa ai burattini, Giancarlo Santelli si dedicherà a tempo pieno al teatro. Realizza di giorno, studia di notte, alla ricerca di una concentrazione "mostruosa", unica condizione per giungere alla piena realizzazione del suo ideale creativo. Lavorerà a un ritmo incessante, dividendosi tra interessi distinti ma interdipendenti, fino alla "sosta forzata" della primavera 2020, dovuta alla crisi sanitaria da Covid-19. Costretto ad annullare gli spettacoli di burattini in calendario, si rifugia nell'atelier di Mentana, dove si dedica alla manutenzione dei burattini e alla realizzazione di nuove maschere. Si spegne il 1 dicembre 2020 all'ospedale di Monterotondo (RM), dove era stato ricoverato per una crisi cardiaca. Sarà seppellito nel cimitero di Santeramo in Colle (BA), il comune di nascita.

## In scena come attore
Dopo il diploma, Santelli recitò in importanti produzioni teatrali, radiofoniche, cinematografiche e televisive. Tra queste, le trasposizioni televisive delle opere teatrali di Eduardo De Filippo, tra le quali Il contratto e Il sindaco del rione Sanità. Nel cartellone delle prime esibizioni, nella Compagnia stabile del teatro Odeon di Milano guidata da Piero Mazzarella, Santelli mantiene il nome di battesimo, è indicato come "Gianni Prisciantelli", così come nel programma del saggio finale del corso di dizione dell'Accademia e delle manifestazioni teatrali collaterali. La prima scrittura con Erminio Macario lo vede in scena col nome di "Gianni Santelli" e successivamente col definitivo "Giancarlo". A due anni dal diploma, accetta un ruolo secondario in una acclamata direzione di Giorgio Strehler. Da lì, farà parte di diverse compagnie:
- Il Teatro Uomo di Milano, insieme a Massimo Mirani, Rosabianca Criado, Osvaldo Salvi, Rossana Bassani, Marzio Onorato;
- La compagnia Teatro in Strada, diretta da Franco Branciaroli, con gli attori Mietta Albertini, Carlo Boso, Mario Gerosa, Maurizio Micheli, Riccardo Peroni, che nella rappresentazione di "Antonello capobrigante" lo vede "applaudito a scena aperta nel ruolo di un infelice bracciante che vuol farsi brigante"[30];
- Con la Compagnia dell'Angelicum di Milano torna a confrontarsi col teatro per ragazzi, dopo le esperienze con i burattinai in Emilia Romagna;
- Nella Compagnia Gli Associati, organizzatore Fulvio Fo, un decisivo incontro con il teatro greco, nell'allestimento di un fortunato Edipo Re di Sofocle;
- Presso il Teatro Stabile di Bolzano incontrerà il regista Maurizio Scaparro, che lo seguirà come critico anche nella successiva carriera di realizzatore di maschere per il teatro[31], e nell'ambito di una rappresentazione per ragazzi vestirà i panni di Pulcinella - gettando un altro seme importante per il suo futuro;
- A metà anni Settanta, Santelli appare nelle produzioni teatrali di cooperative intenzionate a proporre testi di forte connotazione politica. Nella Compagnia Teatro Libero incontra Bruno Garofalo, scenografo che lo seguirà nell'avvio del teatro dei burattini, e gli attori Marzio Onorato, Marisa Laurito, Lina Sastri: tutti si ritroveranno successivamente a Roma, nelle produzioni televisive del teatro di Eduardo De Filippo.

### Spettacoli teatrali
- 1969, Il Dalai Lama del Mao di Gigi Lunari, Compagnia stabile del teatro Odeon di Milano, regia di Carlo Colombo e Pitta De Cecco[32][33].
- 1969, Finestre sul Po, di Alfredo Testoni, regia di Erminio Macario, Teatro Alfieri, Torino[34][35][36]
- 1969, Ditegli sempre di sì, di Eduardo De Filippo, regia di Erminio Macario, Teatro Alfieri, Torino
- 1969, Tre come tanti, testo e regia di Eminio Macario, Teatro Alfieri, Torino
- 1970, Santa Giovanna dei Macelli, di Bertold Brecht, regia di Giorgio Strehler, Maggio Musicale Fiorentino, Teatro La Pergola, Firenze[37][38][39][40]
- 1971, Mistero Buffo, di Vladimir Majakovskij, regia di Virgilio Bardella, Teatro La Ribalta, Bologna[41][42][43][44][45]
- 1972, La Passione, regia di Kazimierz Dejmek, produzione del Piccolo Teatro, Teatro Lirico, Milano[46][47]
- 1972, Antonello capobrigante calabrese, di Vincenzo Padula, regia di Giovanni Valle, compagnia Teatro in Strada[30][48]
- 1972, La leggenda dei Fanes, di Gici Ganzini Granata, Milano, Teatro dell'Arte[49][50]
- 1973, Edipo Re di Sofocle, regia di Virginio Puecher, Teatro Olimpico di Vicenza, XXVIII stagione di spettacoli classici dell'accademia olimpica[51][52][53][54]
- 1974, Amleto, di William Shakespeare, regia di Maurizio Scaparro, Compagnia del Teatro Stabile di Bolzano[55]
- 1974, Ritratto di Madonna, di Tennessee Williams, regia di Alberto Gagnarli, Teatro Stabile di Bolzano[56]
- 1974, Giorni Felici, di Samuel Beckett, regia di Alberto Gagnarli, Teatro Stabile di Bolzano[56][57][58]
- 1975, Piccola Città, di Thornton Wilder, regia di Gianfranco Sbragia, cooperativa teatrale Gli Associati, Teatro Verdi di Padova[59][60][61][62][63][64]
- 1975, Una memorabile giornata del sapiente Wil, antica commedia cinese adattata dal Berliner Ensemble, regia di Auro Franzoni, produzione Teatro d’arte e Studio di Reggio Emilia[65][66][67][68][69][70][71][72]
- 1976, Masaniello, di Elvio Porta e Armando Pugliese, Cooperativa Teatro Libero[73]
- 1976 Discorso sul cotone, l'economia, i bottoni, la guerra, ecc. ecc., da Bertold Brecht, regia di Bruno Portesan, produzione Teatronord[74][75]

## Le maschere
Giancarlo Santelli apprese l'arte di mascheraio e burattinaio da Otello Sarzi e Giordano Ferrari. 
La sua abilità venne riconosciuta immediatamente da artisti quali Eduardo De Filippo, che nel 1977 gli commissionò le maschere per un allestimento presso il Teatro Quirino di Roma. Ricevette commissioni da vari teatri, tra cui il Teatro Brancaccio, da artisti di fama internazionale. A partire dalla fine degli anni Ottanta collabora con storici e archeologi per riportare in scena le maschere del teatro antico, su commissione dei registi Maurizio Scaparro e Giancarlo Sammartano, nell'ambito dei progetti dell'Istituto nazionale del dramma antico e le compagnie teatrali impegnate nel recupero di tradizioni antiche, come la maschera atellana.

### Spettacoli realizzati con le maschere di Santelli
- 1979, Commedia di Gaetanaccio, di Luigi Magni, regia di Luigi Proietti, scene e costumi di Bruno Garofalo, Roma, Teatro Brancaccio
- 1980, La donna è mobile, di Edoardo Scarpetta, regia di Eduardo De Filippo, scene e costumi di Bruno Garofalo, FIrenze, Teatro La Pergola
- 1980, Il Bugiardo, di Carlo Goldoni, regia di Ugo Gregoretti, scene e costumi di Eugenio Guglielminetti, Musiche di Alberto d'Amico, Genova, Teatro Stabile
- 1981, La Pulzelletta d'Orléans, di Voltaire, regia di Attilio Corsini, scene e costumi di Giovanni Licheri, Roma, Teatro Valle[79]
- 1982, La Vedova Scaltra, di Carlo Goldoni, regia di Augusto Zucchi, scene di Nicola Rubertelli, costumi di Rita Corradini, Roma, Teatro Quirino
- 1982, Don Giovanni, di Lorenzo Da Ponte, regia di Roberto De Simone, costumi di Odette Nicoletti, musiche di W. A. Mozart, Bologna, Teatro Comunale
- 1982, Flaminio, di Gennarantonio Federico, regia di Roberto De Simone, costumi di Odette Nicoletti, musiche di Giovanbattista Pergolesi, Venezia, Teatro Goldoni
- 1983, La Lucilla Costante, di Silvio Fiorillo, Roberto De Simone, scene e costumi di Nicola Rubertelli, Roma, Teatro Olimpico
- 1983, Crispino e la Comare, Roberto De Simone, costumi di Odette Nicoletti, Venezia, Teatro La Fenice - Parigi, Théatre des Champs Elysées
- 1983, La Perla Reale, di Elvio Porta, regia di Elvio Porta, scene e costumi di Bruno Garofalo, musiche della Nuova Compagnia di Canto Popolare, Roma, Teatro Olimpico
- 1983, Rigoletto, di F. M. Piave, regia di Lamberto Puggelli, costumi di Luisa Spinatelli, musiche di Giuseppe Verdi, Napoli, Teatro San Carlo
- 1983, L'imbroglio dei due ritratti, di Carlo Goldoni, regia di Angelo Corti, costumi di Antonella Arsenti, Roma, Teatro Don Orione[80]
- 1983, Pulcinella in Città, di T. Conte e L. Luzzati, regia di Fernando Pannullo, Roma, Teatro Aurora
- 1984, Il signor di Pourceaugnac, di Moliére, regia di Augusto Zucchi, scene e costumi di Giovanni Agostinucci, Poggio Verezzi, Genova
- 1984, Re Lear, di w. Shakespeare, regia di Glauco Mauri, costumi di Odette Nicoletti, Ferrara, Teatro Comunale
- 1985, Cirano di Bergerac, regia di Luigi Proietti, costumi di Giulia Mafai, Roma, Teatro Sistina
- 1985, Falstaff, di Arrigo Boito, musiche di G. Verdi, regia di Roberto De Simone, costumi di Odette Nicoletti, Napoli, Teatro San Carlo
- 1986, Capitan Fracassa, di T. Gautier, regia di Augusto Zucchi, costumi di Gianfranco Padovani, Roma, Teatro Sala Umberto
- 1986, Peer Gynt, di H. Ibsen, costumi di Raimonda Gaetani, Ginevra, Grand Théatre
- 1986, Faust, di J. W. Goethe, regia di Glauco Mauri, costumi di Odette Nicoletti, Treviso, Teatro Comunale
- 1987, Pulcinella, di Manlio Santanelli, regia di Maurizio Scaparro, costumi di Lele Luzzati, Roma, Teatro Argentina[81]
- 1988, Vita di Galileo, di B. Brecht, regia di Maurizio Scaparro, costumi di Alberto Verso, Roma, Teatro Argentina[82]
- 1988, Pulcinella, di I. Stravinskij, regia di Roberto De Simone, costumi di Odette Nicoletti, Napoli, Teatro Mercadante
- 1989, Memorie di Adriano, di M. Yourcenar, regia di Maurizio Scaparro, scene e costumi di Roberto Francia e Pedro Cano, Tivoli, Teatro Argentina
- 1989, Orfeo ed Euridice, di C. W. von Gluck, regia di Roberto De Simone, costumi di Odette Nicoletti, direttore musicale Riccardo Muti, Milano, Teatro alla Scala
- 1989, Don Giovanni, di Jean-Baptiste Molière, regia di Glauco Mauri, costumi di Odette Nicoletti, Roma, Teatro Quirino
- 1989, Sona, Sona ..., di Giuseppe Rocca, regia, scene e costumi di Bruno Garofalo, Napoli, Ville Vesuviane
- 1990, L'Ammalato per Apprensione, di Jean-Baptiste Molière, regia di Roberto De Simone, costumi di Zaira De Vincentiis, Napoli, Teatro Brancaccio
- 1991, La Muta di Portici, di Daniel-Franc-Esprit Auber, regia di Micha van Hoecke, costumi di Odette Nicoletti, Ravenna Festival
- 1992, Sei Personaggi in Cerca d'Autore, di Luigi Pirandello, regia di Franco Zeffirelli, costumi di Raimonda Gaetani, Siracusa, Teatro Greco
- 1992, Curculio, di Tito Maccio Plauto, regia di Giancarlo Sammartano, costumi di Zaira De Vincentiis, Inda, Siracusa, Roma, Teatro di Ostia Antica[83][84]
- 1993, Il Teatro Comico, di Carlo Goldoni, regia di Maurizio Scaparro, scene di Roberto Francia, Vicenza, Teatro Olimpico, Roma, Teatro Eliseo
- 1993, Truculento, di Tito Maccio Plauto, regia di Giancarlo Sammartano, scene di Gaetano Tranchino, costumi di Zaira De Vincentiis, Inda, Siracusa, Roma, Teatro di Ostia Antica[85][86]
- 1994, Un Ballo in Maschera, di Antonio Somma, costumi di Odette Nicoletti, musiche di Giuseppe Verdi, Napoli, Teatro San Carlo, Roma Teatro dell'Opera
- 1995, Il Convitato di Pietra, di Giacomo Tritto, regia di Roberto De Simone, scene di Nicola Rubertelli, costumi di Odette Nicoletti, Napoli, Teatro San Carlo
- 1995, Agamennone, di Eschilo, regia e musiche di Roberto De Simone, scene di Nicola Rubertelli, costumi di Odette Nicoletti, Siracusa, Teatro Greco[87]
- 1997, Don Giovanni e il suo Servo, di R. Familiari, regia di Augusto Zucchi, scene di Nicola Rubertelli, costumi di Zaira De Vincentiis, Roma, Teatro Valle
- 1998, Le 99 disgrazie di Pulcinella, di Roberto De Simone, regia di Roberto De Simone, scene e costumi di Nicola Rubertelli, Napoli, Festival delle Ville Vesuviane
- 1998, Il Giuocatore, di Carlo Goldoni, regia di Augusto Zucchi, scene e costumi di Santi Migneco, Roma, Teatro Valle
- 1999, Il Diavolo con le Zinne, di Dario Fo, regia e allestimento di Dario Fo, Taormina Estate
- 2000, Giulietta e Romeo, di William Shakespeare, regia di Maurizio Scaparro, scene e costumi di Emanuele Luzzati, musiche di Nicola Piovani, Verona, Teatro Romano
- 2000, Il mercante di Venezia, di William Shakespeare, regia di Giorgio Albertazzi, scene e costumi di Francesca Cannavò, Verona, Teatro Romano
- 2001, Rudens, di Tito Maccio Plauto, regia di Giancarlo Sammartano, costumi di Giovanna Lombardo, Roma, Teatro di Ostia Antica
- 2001, Osteria Marechiaro, di Giovanni Paisiello, scene di Nicola Rubertelli, costumi di Odette Nicoletti, Napoli, Teatro Bellini
- 2002, Don Giovanni Tenorio, di Zorilla, regia di Maurizio Scaparro, costumi di Corneyo, Madrid, Teatro Nazionale Classico
- 2003, Le Due Bacchidi, di Tito Maccio Plauto, regia di Giancarlo Sammartano, Compagnia La Bottega del Pane, Roma
- 2021, Oscae Personae, drammaturgia di Roberta Sandias, Compagnia La Mansarda - Teatro dell'Orco, Anfiteatro Romano di Suasa[78][88]

### Tecnica di realizzazione delle maschere
Per realizzare le sue maschere, Giancarlo Santelli si è avvalso di un approfondito lavoro di documentazione, a partire da fonti iconografiche e dal confronto con i massimi studiosi della storia del teatro. Tuttavia, a rendere possibile la concreta realizzazione delle sue opere è un lungo apprendistato artigianale, in gran parte da autodidatta, sull'esempio dei pochi artisti attivi in Italia nella seconda metà del Novecento. Buona parte della sua tecnica è frutto di prove, personali elaborazioni e sperimentazioni, durate mezzo secolo, derivanti dall'osservazione dei materiali, mettendo a confronto le sue diverse identità: l'attore, l'artigiano, l'artista alle prese con la realizzazione di maschere. Un personalissimo percorso di apprendistato, in parte solitario, fondato sull'esperienza operaia, rivendicata dall'artista in ogni occasione. In base alla maschera da realizzare, Santelli sceglieva i materiali e le tecniche più adatte allo scopo.
Gran parte delle maschere per il teatro della Commedia dell'Arte sono state realizzate in cuoio. Così Santelli descrive la sua tecnica: "Si parte dal disegno, dalla fase di progettazione, poi si modella l'argilla, si fa il calco in gesso, fino ai passaggi per ottenere il calco in piombo sul quale si lavorerà, ad esempio, il cuoio bagnato."
Il materiale di base delle maschere per il teatro antico è invece il lattice, spesso in combinazione con pellami o fibre impiegati per consolidarne la struttura nella parte interna. Questo materiale consente di dare alla maschera il colore più adatto alle esigenze della rappresentazione teatrale. In alcuni casi, consente di riprodurre con maggiore fedeltà i modelli classici, ripresi dalle maschere oggetto di studio archeologico. Anche in questo caso, sulla base di un disegno si realizza un modello tridimensionale in argilla, da qui il calco in gesso. Il lattice si distribuisce in forma liquida all'interno del calco. L'applicazione di altri materiali può essere contestuale, come nel caso di una garza da immergere nel lattice, oppure successiva, come è il caso di fodere interne applicate anche per proteggere il viso dell'attore. L'esterno della maschera sarà infine colorato e decorato, sempre in base al progetto di partenza.
Da un lato, Santelli custodiva con gelosia i segreti del suo atelier. Dall'altro, era propenso alla promozione della cultura del teatro, a partire dai rudimenti dell'arte di costruzione della maschera. Visitava scuole e università. "Preferisco far venire gli studenti [nel laboratorio di Mentana], dove c'è tutto il materiale a disposizione I ragazzi hanno così l'opportunità di vedere le varie fasi di costruzione della maschera. Il prossimo anno farò lo stesso lavoro sui burattini, che sono interessantissimi per chi vuole fare l'attore perché c'è pittura, musica, dialogo."

## I burattini
"Il mestiere di burattinaio - spiega Santelli - non si può inventare. Esso vive nella storia personale di ognuno, si tramanda di padre in figlio e sopravvive solo all'interno del contesto in cui nasce"
Decisivo è stato l'apprendistato a Parma, presso il teatro di Giordano Ferrari, e a Reggio Emilia, con Otello Sarzi.
I primi burattini interamente realizzati da Santelli sono commissionati come oggetti di scena nell'ambito di spettacoli teatrali, come il "Gaetanaccio" di Luigi Magni. Lo spettacolo, allestito nel 1978 al Teatro Brancaccio di Roma, narra la vicenda di un burattinaio, interpretato da Gigi Proietti. In scena, tra le mani del protagonista, i burattini devono essere visibili dal pubblico di una sala da teatro convenzionale - pertanto sono "di notevoli dimensioni" anche se realizzati secondo le tecniche tradizionali: le teste e le mani scolpite nel legno, il resto è una combinazione di tessuti a strati, tale da donare la giusta struttura e flessibilità alla figura. Burattini di simile fattura appaiono negli spettacoli "George Sand" di Albertazzi e "Er dom Pasquale" di Schipa.
Santelli porta in scena il primo spettacolo completo per burattini il 19 marzo 1981 al teatro Bataclan di Roma (via Trionfale 130 A). Lo spettacolo è "Pulcinella Innamorato" scritto da Guido Finn. I giornali sottolineano che in scena andranno  "burattini giganti", che "rappresentano le più celebri maschere della Commedia dell'arte". Il testo sarà presentato al Carnevale di Viareggio e in Francia, a Parigi, nel Festival internazionale di Commedia dell'Arte, che prevede anche la partecipazione di Dario Fo e Vittorio Gassman.

### Spettacoli per burattini
- 1981, Pulcinella Innamorato, di Guido Finn[98][99][100]
- 1982, Duello in Piazza, Guido Finn[101][102][103][104][105]
- 1983, El Retablo de Don Cristobal, di Federico García Lorca[106][107][108]
- 1990, Pulcinella e la Fortuna, di Giancarlo Santelli
- 2000, Le nozze di Zella[109]

Le pagine di spettacoli riportano repliche a Parigi, Roma, Fara Sabina, Napoli, Castellammare di Stabia, Grenoble, anche nell'ambito delle iniziative della UNIMA (Union International de la Marionette), con la partecipazione di artisti e compagnie come Bruno Leone, fratelli Ferrajolo, Alexandre Sbilidov, Kheineh Shab Bazi, Haiali Torum Celebi, Max Alexander, Théàtre des Marionettes des Champs Elisées.

## Maschere e burattini di Giancarlo Santelli in mostra
- febbraio 1982, Biennale Teatro di Venezia, “Napoli a Venezia”, Venezia, Chiesa di S. Lorenzo
- 1982, "Festival del Teatro di strada” Montecelio (Roma)
- settembre 1982, “Venezia a Napoli”, Napoli
- ottobre 1983, 1er Festival International de Commedia dell'Arte du Val de Marne, Théâtre Romain Rolland de Villejuif
- settembre 1984, Premio Internazionale della scenografia e del costume, Capri[116][117][118][119][120][121]
- 1985, “Fabula Ridicolosa” Museo Nazionale A.A.T.T.P.P., Roma
- agosto 1985, "Maschere", ex chiesa romanica di San Nicolò, Cingoli (Macerata), allestita da Claudio Jankowski[122]
- ottobre 1986, Roma, Museo Nazionale Arti e Tradizioni Popolari, a cura di Beatrice Premoli
- luglio 1991, Pulcinella dans le Monde, Parigi, Mairie du 8ᵉ arrondissement de Paris
- maggio 1993, Il mito della Commedia dell'Arte nelle maschere di Giancarlo Santelli, Teatro Argentina, Roma[123]
- novembre 1993, Il repertorio del teatro dei burattini di Giancarlo Santelli, Teatro Casa d'Italia, Locarno[124]
- ottobre 1994, Pulcinella dans le Monde, Parigi, Mairie du 8ᵉ arrondissement de Paris
- novembre 2003, Il Teatro dei Burattini, Il Teatro delle Maschere della Commedia dell'Arte, Teatrul De Păpuşi Gulliver, Galați, Romania[125]
- ottobre 2004, Die Masken und die Puppen in der "Commedia dell'Arte", Tamsweg, Schloss Kuenburg, Salzburg
- febbraio 2014, Firenze, Teatro della Pergola, con laboratorio sulla creazione della maschera[11]
- febbraio 2022, "Pulcinella tra le sue maschere", ovvero "Il divino burlone", Napoli, Domus Ars Centro di Cultura (dir. Carlo Faiello), a cura di Robin Summa[126][127]
- febbraio 2022, "Teatro in Maschera ovvero: la Commedia dell'Arte!", Roma, Cappella Orsini[128]
- 5-9 aprile 2022, "La maschera scenica", Roma, Spazio Rossellini[129]
- 22 aprile 2024, "Burattini per tutti. Il teatro di Giancarlo Santelli", Bari, libreria Svoltastorie[130]
- 21 maggio - 3 novembre 2024, "TEATRO. Autori, attori e pubblico nell'antica Roma, Roma, Museo dell'Ara Pacis[131]

## La didattica del teatro
Fin dagli esordi, Santelli coniuga produzione artistica e intervento sociale, allo scopo di diffondere una cultura viva del teatro, oltre i luoghi e i tempi della rappresentazione. Nella primavera del 1980 il Comune di Roma gli affida un "laboratorio della maschera" rivolto ai giovani del quartiere San Basilio, presso il tendone allestito dal Teatro di Roma, cui ne seguiranno altri, nell'intento di coinvolgere nella vita del teatro le periferie, le nuove generazioni, inclusi i detenuti del carcere minorile. Costante la ricerca di allievi in luoghi periferici, come nei dieci laboratori sui "Cavalieri della Tavola Rotonda", che coinvolgono duecento giovani attori, realizzati tra i Comuni della provincia di Roma con Ambrogio Sparagna e Toni Esposito, tra gli altri.

## Curiosità
Nel 1981 il regista Mario Monicelli realizza a Roma il cortometraggio "Conoscete veramente Mangiafoco?", una intervista al burbero burattinaio inventato da Carlo Collodi, interpretato da Vittorio Gassman, con Giorgio Manganelli nei panni dell'intervistatore. Il luogo in cui si svolge l'intervista è un capannone di legno di via Giulio Rocco, ormai sostituito da una costruzione in cemento, nel quartiere San Paolo-Garbatella. Nello stesso immobile Santelli lavorò ai suoi burattini e alle sue maschere per tutti gli anni Ottanta e incontrò, tra gli altri, la costumista Odette Nicoletti.
Il Museo Archeologico e Multimediale di Monterotondo (RM) espone una serie di maschere romane, riprodotte da Giancarlo Santelli sul modello delle maschere liparesi. L'esibizione delle maschere è stata pensata per accogliere il pubblico e dare una dimensione multimediale all'allestimento.